# 's-Gravenhekje

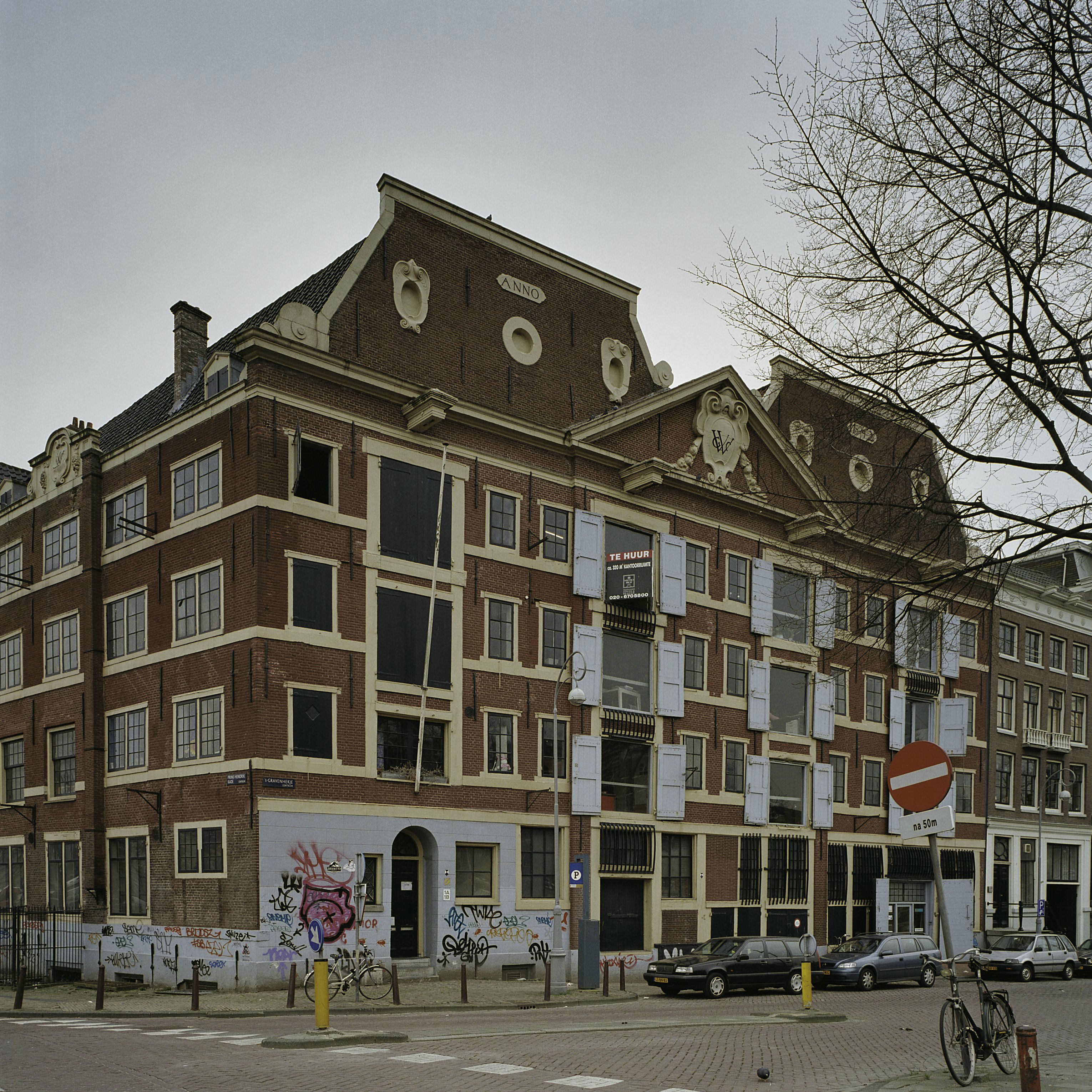
Het West-Indisch Pakhuis

's-Gravenhekje is een kade in het centrum van Amsterdam. Het straatje ligt aan het noordelijke uiteinde van de Oudeschans recht tegenover de Kalkmarkt aan dezelfde gracht.
De naam van de straat kwam al aan het einde van de achttiende eeuw voor en verwijst naar een vroegere opslagplaats van hout. Blijkens een keur uit 1663 mocht deze houtplaats alleen worden afgesloten met een hek. Verondersteld wordt dat een houtkoper met de naam de Graaf de eigenaar was en een hek had geplaatst, de Graaf's hek. Later werd dit 's-Gravenhek en tegen het einde van de 18e eeuw 's-Gravenhekje.